# Девиз
Деви́з (фр. devise) — гербовая фигура (первоначально), помещавшаяся сверх других изображений в щите и служившие воспоминанием какого-либо выдающегося события или краткое изречение, надпись на гербах, орденах.
Например девиз ордена Святого Андрея Первозванного: «За веру и верность», а девиз графов Перовских: «Не слыть, а быть». Девизом может быть слоган или правило, по которому кто-то живёт. Некоторые геральдики (например, Сакены) относят к девизам и воинские кличи.

## История
На древних российских царских печатях девизы не встречаются, но на них видны надписи, не принадлежащие к титулу, а относящиеся к кресту изображённому иногда между головами орла, по византийским примерам. Кроме официальных печатей русские государи пользовались и частными печатями с разными эмблемами и с девизами, относящиеся к ним.
На трёхсторонней печати Петра I, привешенной к его карманным часам, изображено: на одной стороне — рука, выходящая из облака и держащая императорскую корону, вверху — глас Провидения с надписью: DAT ET AUFFRT. На другой — государь в профиль, с короной на голове, в виде скульптора, кончающего прекрасную статую, изображающую Россию, с надписью ADIUVANTE (с помощью Иеговы). На третьей стороне печати: вензель имени государя.
Императрица Екатерина II (1762—1796) для своей частной корреспонденции пользовалась печатью, изображающею узел любви (lacs d"amour) между небом и землёю с надписью: СМЕРТЬ ЕДИНА МЯ РАЗВЯЖЕТ. Частная печать Екатерины II представляет розовое дерево с пчелою и ульем вдали и девизом ПОЛЕЗНОЕ.
Император Александр II (1855—1881) впервые включил в состав императорского герба и императорских высочеств девиз С НАМИ БОГ.
На русских гербах частных лиц девизы встречаются только со 2-й половины XVII столетия. Первоначально девизы иногда составляли принадлежность отдельного лица, и члены одного и того же рода имели при одинаковых гербах разные девизы. Одним из первых девизов частных русских гербов принадлежал князю Юрию Петровичу Трубецкому († 1679) и гласил ДЕНЬ И ЧЕСТЬ. Впоследствии девизами стали пользоваться графы Головкины (1710), графы Брюсы (1721), графы Остерманы (1730), графы Бестужевы-Рюмины (1742). У фельдмаршала князя Пётра Христиановича Витгенштейн-Берлебургского в своём гербе был высочайше утверждённый 30 ноября 1813 девиз «Чести моей никому не отдам» (слова Псковского князя Св. благоверного Гавриила), повторённом на латыни на клинке шпаги.
Девизы следует признавать принадлежность герба известной фамилии или рода только со времени высочайшего утверждения герба с девизом.

## Геральдика
Девизом назывались первоначально гербовые фигуры, помещавшиеся сверх других изображений на щите и служившие воспоминанием какого-либо выдающегося события. Во французской геральдике девизом назывался ещё узкий геральдический пояс. Такое значение девиза сохранилось теперь лишь в английской геральдике под именем «badges» (в гербе Йоркского дома девизом служила белая роза, а в гербе Ланкастерского дома — алая).
В настоящее время девизом называется короткое изречение, имеющее какое-либо отношение к гербу. Девиз помещается в гербе внизу щита либо на ленте. Цвет ленты и букв должен быть одинаков с финифтями и металлами герба. В государственных гербах девизы иногда помещаются на сени (шатры).
Девиз может быть на любом языке, однако в западном мире используют в основном латинский язык. Местные языки в основном используют правительства.
Девизы подразделяются:
1. Имеющие соотношения с фамилией гербовладельца.
2. Имеющие отношения к фигуре изображённой на гербе (не поколебим и т. д).
3. Имеющие условное значение, смысл которого не виден (не останусь и т. д.).
4. Поговорка или пословица (нет добра без труда и т. д.).
5. Служит пояснением причин пожалования герба (трудом, по заслугам и т. д.).
6. Изречение догматического характера (православие, самодержавие, народность и т. д)[5][6].